# Brachystelma foetidum
Brachystelma foetidum ist eine Pflanzenart aus der Unterfamilie der Seidenpflanzengewächse (Asclepiadoideae). Sie ist im südlichen Afrika beheimatet.

## Beschreibung

### Vegetative Merkmale
Brachystelma foetidum ist eine ausdauernde krautige Pflanze. Dieser Geophyt bildet eine, auf der Oberseite abgeflachte, Wurzelknolle mit einem Durchmesser von etwa 4 cm bis zu 6 cm als Überdauerungsorgan. Aus der Wurzelknolle wachsen ein bis mehrere, aufrechte oder auch niederliegende, rau behaarte, einjährige, krautige Sprossachsen von 7 bis 15 cm Höhe bzw. Länge. Die Laubblätter sind kurz gestielt. Die Blattspreite läuft an der Basis in einen Kiel in den kurzen Stiel aus. Die Blattspreite ist bei einer Länge von 5 bis 30 mm und einer Breite von 3 bis 10 mm linealisch-lanzettförmig bis eiförmig und elliptisch. Die Blattunterseite und die Blattränder sind behaart, die Blattoberseite ist glatt.

### Blütenstand und Blüte
Der 1 mm lange Blütenstandsschaft ist flaumig behaart. Der seitlich an den Knoten (Nodien) sitzende Blütenstand enthält zwei bis sechs Blüten.
Die zwittrigen Blüten sind radiärsymmetrisch und fünfzählig. Die fünf Kelchblätter sind bei einer Länge von etwa 5 mm lanzettförmig. Die Blütenkrone hat einen Durchmesser von 25 bis 50 mm. Sie sondert einen intensiven Dunggeruch ab. Die 6 bis 10 mm tiefe, breit glockenförmige Kronröhre ist innen weißlich oder gelblich gefärbt mit purpurfarbenen Flecken. Die eiförmig-lanzettlichen Kronblattzipfel sind 10 bis 25 mm lang und außen fein behaart. Innen sind sie purpurfarben und kahl. Die Ränder der oberen zwei Drittel der Kronblattzipfel sind entlang der Mittelrippe nach außen umgebogen. Oft sind die Ränder grünlich-purpurfarben. Die ungestielte Nebenkrone ist dunkel purpurfarben und an der Basis becherförmig verwachsen. Die interstaminalen Nebenkronblattzipfel sind breit dreieckig-eiförmig und konkav gewölbt. Die interstaminalen Nebenkronblattzipfel sind am oberen Rand eingeschnitten und können innen stark behaart sein; die Behaarung kann aber auch fehlen. Die staminalen Nebenkronblattzipfel sind bei einer Länge von etwa 1 mm annähernd dreieckig-zungenförmig und liegen den Staubbeuteln auf. Die Pollinien sind annähernd wie eine Birne geformt.

### Früchte und Samen
Die paarig oder auch einzeln stehenden Balgfrüchte sind bei einer Länge von 10 bis 12 cm sowie bei einem Durchmesser von 5 bis 6 mm schlank-spindekig und laufen in einen stumpfen Schnabel aus. Außen sind die Balgfrüchte flaumig behaart.

### Ähnliche Arten
Brachystelma foetidum ist nahe mit Brachystelma megasepalum und Brachystelma petraeum verwandt. Die Blütengröße von Brachystelma foetidum ist stark variabel.

## Verbreitung
Brachystelma foetidum kommt in Botswana und den südafrikanischen Provinzen Nordkap, Gauteng, Freistaat, KwaZulu-Natal und Mpumalanga vor.

## Taxonomie
Brachystelma foetidum wurde von Rudolf Schlechter 1895 in den Botanischen Jahrbüchern für Systematik, Pflanzengeschichte und Pflanzengeographie, Band 20, Beiblatt Nr. 51, S. 52/3 erstbeschrieben. Das Typusexemplar wurde in den Bergen in der Nähe von Elsburg (heute Metropolgemeinde Ekurhuleni, Provinz Gauteng, Südafrika) gefunden und stammte aus einer Höhenlage von „5400 Feet“ (= 1646 Meter).